# باربارا اسکوفیلد
باربارا اسکوفیلد (به انگلیسی: Barbara Scofield؛ ۲۴ ژوئن ۱۹۲۶ – ۳۱ ژانویهٔ ۲۰۲۳) یک تنیس‌باز اهل ایالات متحده آمریکا بود.
اسکوفیلد در ۳۱ ژانویهٔ ۲۰۲۳، در سن ۹۶ سالگی درگذشت.